# باتريك كلاوسون
باتريك كلاوسون (بالإنجليزية: Patrick Clawson)‏ هو اقتصادي أمريكي، ولد في 1951.

## وصلات خارجية
- باتريك كلاوسون على موقع إن إن دي بي (الإنجليزية)